# Ptilodontella saerdabensis
Ptilodontella saerdabensis är en fjärilsart som beskrevs av Daniel 1938. Ptilodontella saerdabensis ingår i släktet Ptilodontella och familjen tandspinnare. Inga underarter finns listade.